# Кухељ KS-I
Кухељ KS-I/Кухељ KS-1b  је југословенски једномоторни, једноседи, двокрилни лаки авион, који се користио као спортски авион, између два светска рата. Пројектовао га је инж. Антон Кухељ а направљен је у радионици Аероклуба Љубљана.

## Пројектовање и развој
Када је у Загребу 24. јуна 1934. године уништен авион "Лојзе" љубљанског Аероклуба, да би надоместили губитак Браћа Хрибар су наручили пројект акробатског једномоторног авиона код инжењера Антона Кухеља који се обавезао да ће надзирати производњу. Авион је завршен у току 1935. године, добио ознаку KS-1 (Кухељ Спортни Први) и надимак "Момак". У току испитивања се увидело да је мотор слаб па су власници и конструктор решили да изврше модификацију авиона. Набављен је енглески мотор Pobjoy R снаге 56 kW а реконструкција авиона је трајала целе 1936. године тако да је авион поново полетео 1937. године. Потпуно обновљен авион са новим мотором је први пут полетео 1937. године под ознаком KS-1b и надимком "Јанез".

## Технички опис
Носећа конструкција трупа авиона је била направљена као просторна решеткаста конструкција од дрвета а оплата од импрегнираног платна. Предњи део авиона је био обложен са алуминијумским лимом. У трупу су се налазила једна кабина, испред пилота је било ветробранско стакло а иза главе се налазило узглавље, ивица кабине је била тапацирана кожом. Труп је био овалног попречног пресека.
Авион Кухељ KS-I је био опремљен седмоцилиндричним, радијалним, ваздухом хлађеним мотором Pobjoy R са редуктором снаге 56 kW. На вратило редуктора се директно постављала двокрака дрвена вучна елиса фиксног корака. Ауспух је одводио издувне гасове мотора испод трупа авиона.
Крила су била дрвене конструкције пресвучена импрегнираним платном релативно танког профила са две рамењаче. Крилца за управљање авионом су се налазила само на доњим крилима. Крила су између себе била повезана са једним паром металних упорница у облку латиничног слова N. Затезачи су били од клавирске челичне жице. Оба крила су имала облик правоугаоника са полукружним завршетком, с тим што је горње било  померено према кљуну авиона у односу на доње. На саставу горњих крила се налазио резервоар за гориво.
Оба крила су била управна на осу авиона. Горње крило је било прилично издигнуто у односу на труп авиона што је омогућавало пилоту бољу прегледност из кабине и лакше напуштање авиона у случају опасности. Конструкције репних крила и вертикални стабилизатор као и кормило правца и висине су била направљена од дрвета пресвучена платном. Хоризонтални стабилизатори су са доње стране били подупрти упорницама које су се ослањале на труп авиона.
Стајни трап је био класичан фиксан са независним гуменим точковима ниског притиска који су толерисали неравне полетно слетне стазе. Точкови су имали аеродинамички обликоване блатобране у циљу смањења аеродинамичког отпора. У вертикалним носачима стајног трапа били су уграђени амортизери. На крају репа авиона налазила се еластична дрљача као трећа ослона тачка авиона.

### Варијанте авиона Кухељ KS-1
- Кухељ KS-1 "Момак" - први прототип полетео 11. октобра 1935. године.
- Кухељ KS-1b "Јанез" - реконструисани модел KS-1 са мотором Pobjoy R, полетео 1937. године.

## Земље које су користиле Авион Кухељ KS-1
- Краљевина Југославија

## Оперативно коришћење

### Авион Кухељ KS-1 у Југославији
Браћа Хрибар су 1935. године саградили лаки акробатски авион кога је према њиховој поруџбини пројектовао као свој први пројект инж. Антон Кухељ. Авион је означен као KS.I тј. (Кухељ Спортни Први) а неслужбени надимак му је био "Момак". Полетео је први пут 11. октобра 1935. године. У Београду је одобрена регистрација YU-PDF, (тј. извршена је резервација тог регистарског броја, без издавања пловидбене дозволе и иматрикулације) тако да је могло почети његово испитивање у Љубљани. Пошто је у току испитивања авиона утврђено да авион има прилично лоше особине захваљујући слабом мотору, власници и конструктор су одлучили да изврше модификацији авиона која је започета у зиму 1935/36. године. Након детаљне реконструкције која је завршена 1937. године добијен је доста успешан лаки акробатски авион који је добио ознаку KS.Ib са новим надимком "Јанез". На задовољство чланова ОО Аероклуба Љубљана авион успешно коришћен све до 11. априла 1941. када је уништен при окупацији Југославије.